# Estació seca

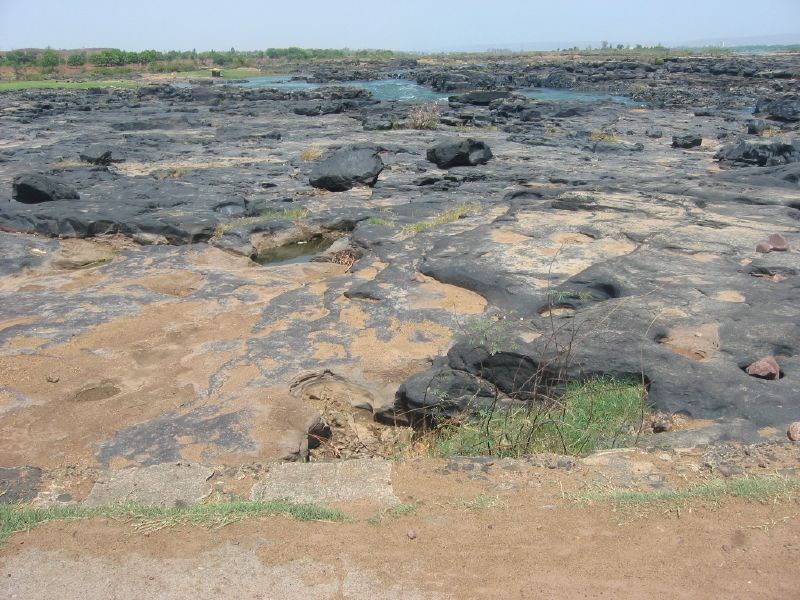
Vista del riu Niger en l'estació seca a (Bamako, Mali)

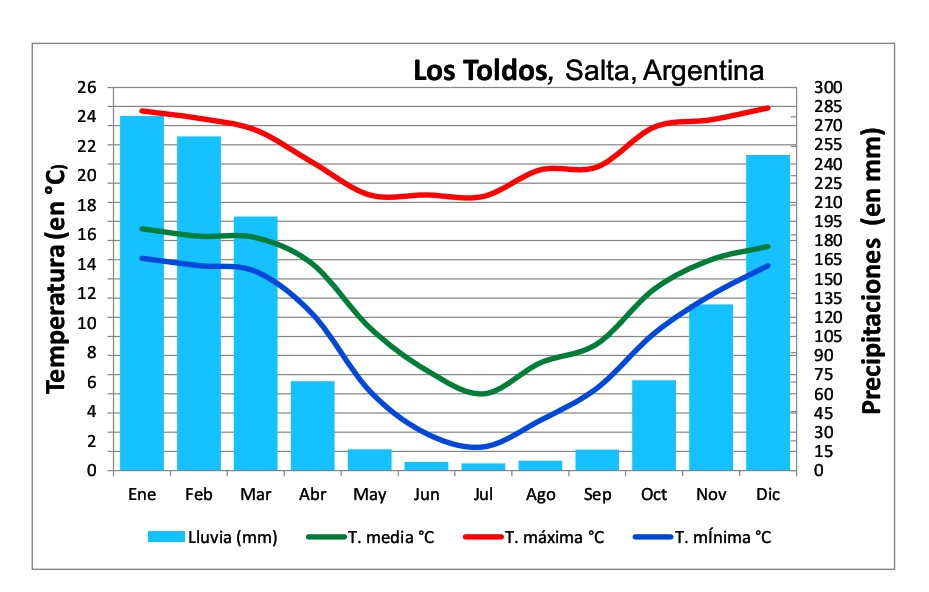
Climograma de Los Toldos, Salta (Argentina). Clima tropical amb l'estació seca (abril-setembre) contraposada a l'estació humida o plujosa (octubre-març).

L'estació seca és un període o estació de l’any que es produeix en les zones terrestres on hi dominen els climes àrid (Aw), semiàrid (BS) i monsònic (Am). Durant l'estació seca, la precipitació és escassa o inexistent. És un terme emprat en climatologia i meteorologia usat en contraposició al d'estació humida o plujosa que presenten els climes tropicals entre els 15 i 25 º de latitud (Nord i Sud).
L'energia del Sòl i la distribució desigual de la calor irradiada a la Terra entre l'equador i els pols, disposa en gran manera la circulació general atmosfèrica. L'atmosfera es reorganitza per compensar aquestes diferències de temperatura. A més a més, l'eix terrestre manté una inclinació i cada lloc de la Terra rep una major o menor quantitat de calor en diferents períodes de l'any, produint-se un temps característic en unes estacions més o menys diferenciades: les quatre estacions. D'altra banda, a les regions tropicals a prop de l'equador, el diferencial de calor al llarg de tots els mesos de l'any, és mínim i només hi ha petites variacions de la temperatura. La diferenciació de les estacions, seca i humida, rau en la quantitat de precipitació registrada en un període i 'altre i així es determina la durada de l'estació seca i la humida a les àrees tropicals.
En els tròpics, el cinturó de pluges tropicals oscil·la al llarg de l'any de nord a sud. A l'hemisferi Nord d'abril a setembre aquest cinturó de pluges determina l'estació humida i, a la mateixa època, l'hemisferi Sud experimenta l'estació seca. Després, d'octubre a març l'hemisferi Sud tindrà l'estació humida i al mateix temps l'hemisferi Nord tindrà l'estació seca. Durant l'estació seca les pluges són escasses però generalment no són nul·les.

A les àrees hispanoparlants i tropicals d'Amèrica, l'estació seca s'anomena popularment verano (estiu) i la humida invierno (hivern) d'acord amb el patró de pluges mediterrani dels conqueridors, encara que no hi ha un estiu i un hivern marcats pels canvis de temperatures sinó l'alternança d'una estació humida i una altra de seca.

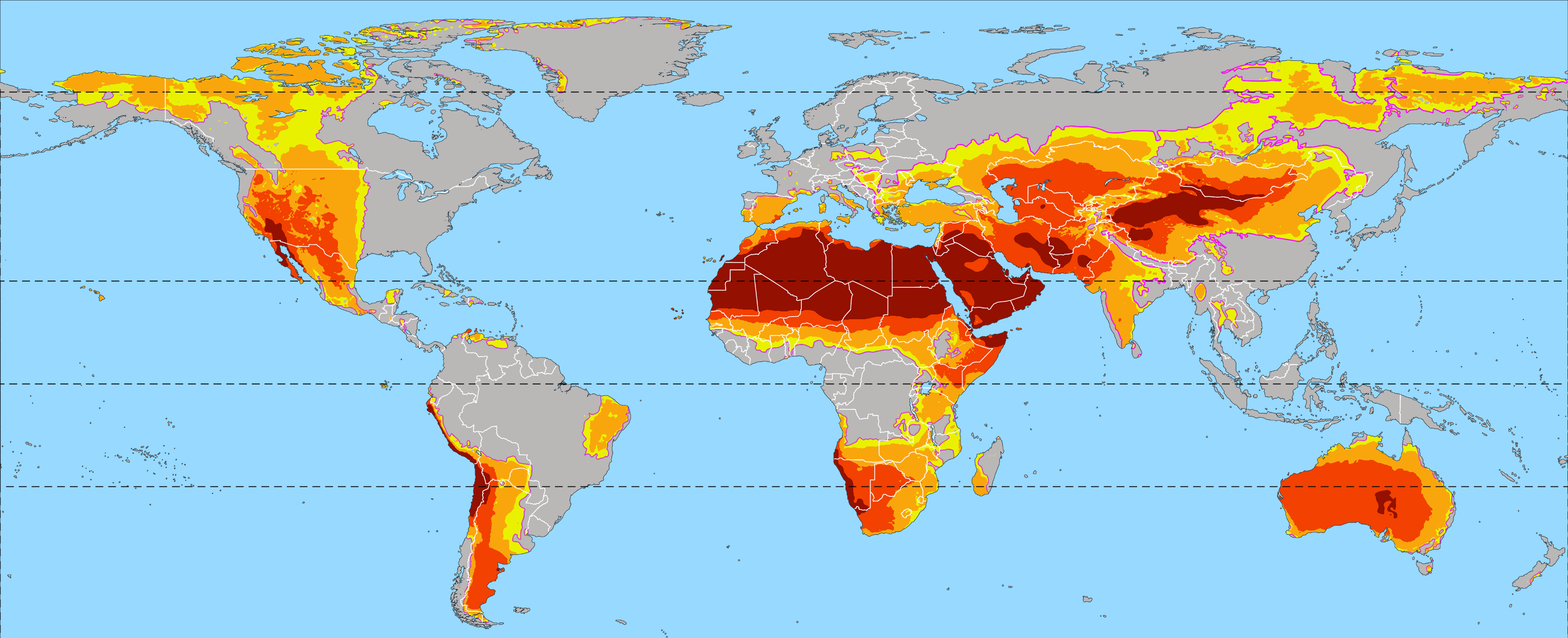
Mapa de les àrees terrestres amb clima de tipus àrid (Classificació UNEP, 2023)

## Distribució geogràfica

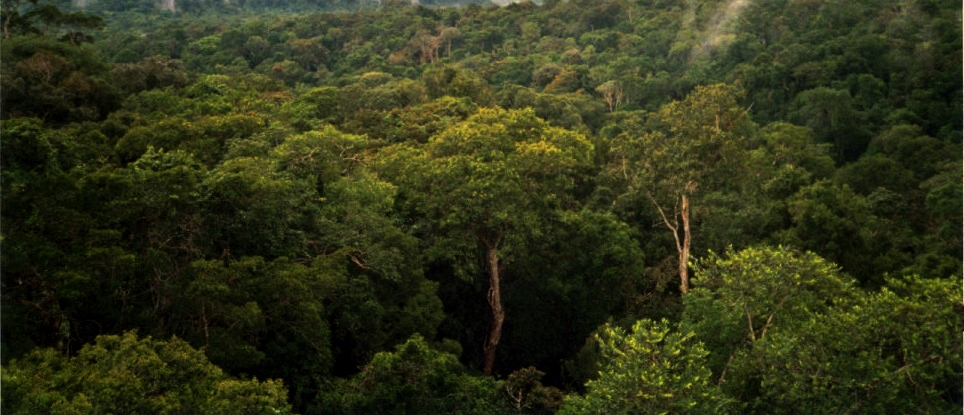
La selva amazònica a Manaos.

El cinturó de pluges acostuma a arribar, al nord, fins al Tròpic de Càncer i, al sud, fins al Tròpic de Capricorn. Anualment, a prop d'aquestes latituds hi ha una estació plujosa i una estació seca. A l'equador hi ha dues estacions plujoses i dues de seques, ja que el cinturó plujós hi passa dues vegades l'any: una quan es mou al nord i una altra en moure's cap al sud. Entre els tròpics i l'equador hi ha localitats que poden tenir una curta estació plujosa i una altra de perllongada. La geografia local pot modificar aquests patrons climàtics.
Les noves dades mostren que en les àrees estacionals de l'Amazònia, el creixement i la cobertura de les fulles varia entre les estacions seca i plujosa, amb al voltant d'un 25 % més de fulles i un creixement més ràpid en l'estació seca. Els investigadors creuen que el mateix Amazones afecta el començament de l'estació humida: el creixement de les fulles fa que s'evapori més aigua. No obstant això, aquest creixement només apareix en àrees pristines al voltant del riu Amazones, on els investigadors creuen que les arrels poden aprofundir i recol·lectar més aigua de pluja. També s'ha demostrat que els nivells d'ozó són molt més alts durant l'estació seca que durant l'estació plujosa en la conca del riu Amazones.
El cinturó de pluja tropical es troba en l'hemisferi sud des d'octubre fins a març; durant aquest temps, els tròpics del nord tenen una estació seca amb menys precipitacions, i els dies solen ser assolellats. D'abril a setembre, el cinturó plujós es troba en l'hemisferi nord i els tròpics del sud tenen la seva estació seca. Segons la classificació climàtica de Köppen, per a un clima tropical, un mes d'estació seca es defineix com un mes en què la precipitació mitjana és inferior a 60 mm.

## Malalties

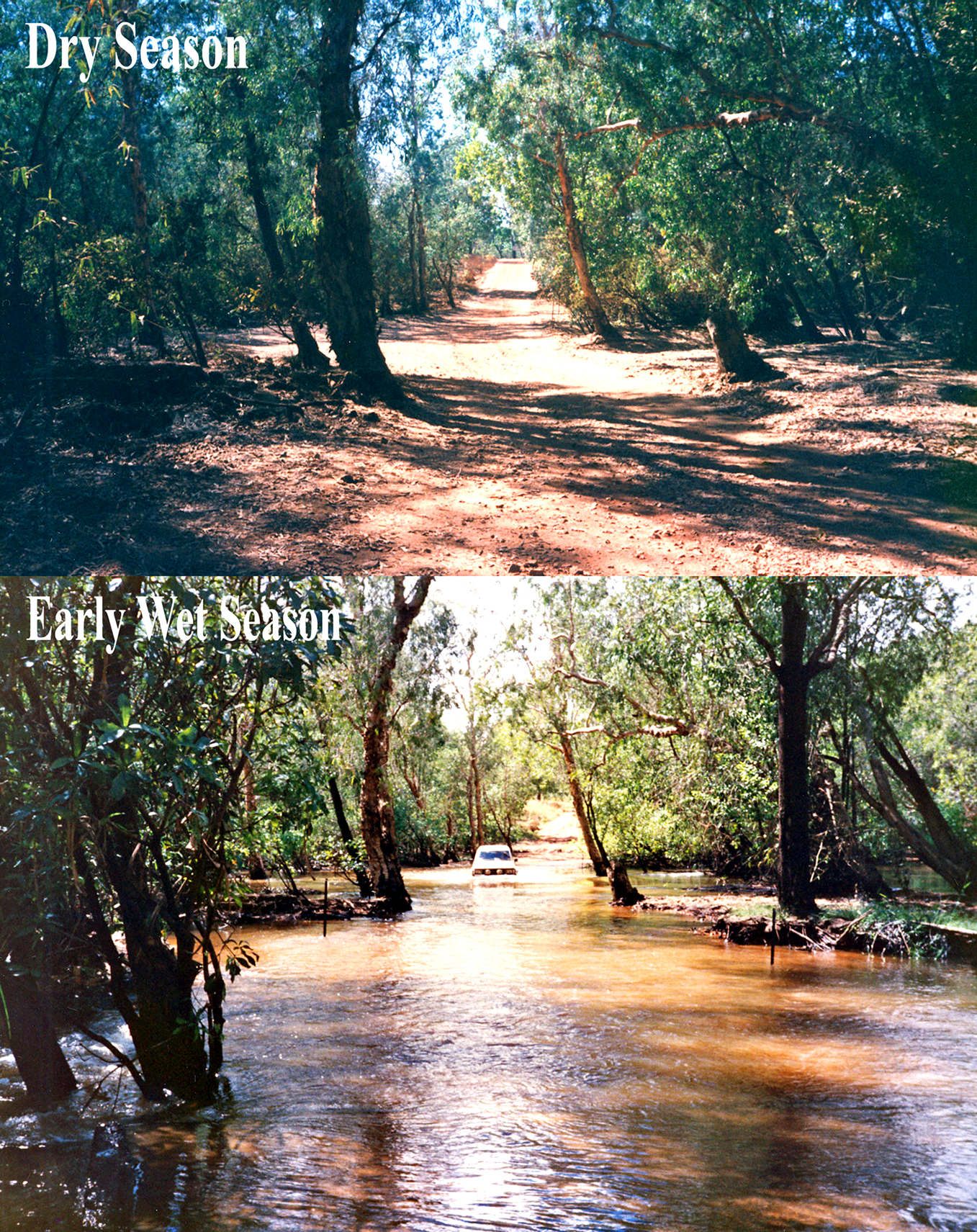
El riu Finnis a Austràlia durant l'estació seca i el començament de l'estació humida.

A l'Àfrica l'inici de l'estació seca coincideix amb un augment dels casos de xarampió, la qual cosa podria atribuir-se a la concentració més gran de persones en aquesta estació. Això és així perquè l'agricultura és pràcticament impossible sense reg. Durant aquest temps, alguns agricultors es traslladen a les ciutats, creant nuclis de major densitat de població i permetent que la malaltia es propagui més fàcilment.

## Recerca
Les noves dades mostren que en les parts estacionals de la selva amazònica d'Amèrica del Sud, el creixement i la cobertura del fullatge varia entre les estacions seca i humida, amb aproximadament un 25 % més de fulles i un creixement més ràpid en l'estació seca. Els investigadors creuen que el mateix Amazones té l'efecte de portar l'inici de la temporada de pluges: en fer créixer més fullatge, s'evapora més aigua. No obstant això, aquest creixement apareix només en les parts no pertorbades de la conca de l'Amazones, on els investigadors creuen que les arrels poden arribar més profundament i recol·lectar més aigua de pluja. També s'ha demostrat que els nivells d'ozó són molt més alts en l'estació seca que en l'estació humida en la conca de l'Amazones.

## Durada
A Austràlia i a Sud-amèrica l'estació seca es determina generalment entre maig i setembre. Com a mínim, en les zones costaneres el període entre l'estació seca i el començament de les pluges monsòniques (d'octubre a desembre) és una temporada de pluges ocasionals i alta humitat relativa atmosfèrica.